# Rafe (diacrític)
| Rafe |        |
| ֿ |        |
| Aparença similar                                                                                                   | macron |
| Exemple |        |
| פֿיש |        |
| La paraula per a «peix» en ídix. El primer diacrític (la línia sobre la lletra pe) és un rafe.                     |        |
| Altres Niqqud |        |
| Xevà · Hiriq · Tserè · Segol· Patakh · Kamatz · Holam · Dagueix · Mappiq · Xuruk · Kubuts · Rafe · Punt de Sin/Xin |        |

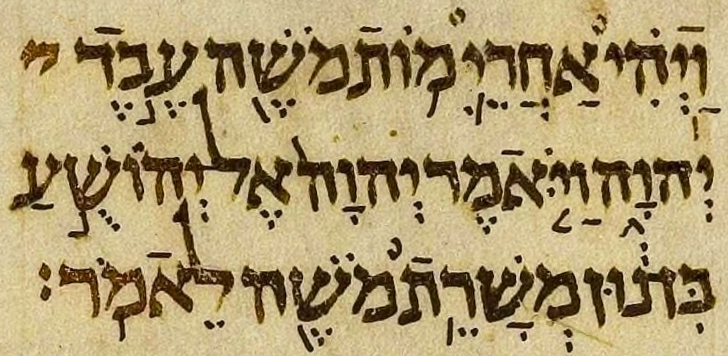
Text del manuscrit Còdex d'Aleppo (any 920), amb diversos rafes.
(Josuè 1:1)

El rafe (en hebreu, «רפה», ʀaˈfe, 'feble') és, segons l'ortografia de l'hebreu, un signe diacrític. Es tracta d'una barra horitzontal curta col·locada al damunt de certes lletres per indicar que han de ser pronunciades com a fricatives. També s'ha preservat en l'ídix i en el judeocastellà, particularment per a distingir la /p/ (פּ, Pe) de la /f/ (פֿ, fe) i per a marcar consonants que no es pronuncien.
| Nom | Símbol | AFI | Transliteració | Exemple |
| --- | ------ | --- | -------------- | ------- |
| Pe  | פּ      | /p/ | p              | peix    |
| Fe  | פֿ      | /f/ | f              | fer     |